# Thomas Webster (velejador)
Thomas Campbell Webster (Los Angeles, 25 de dezembro de 1910 — 31 de janeiro de 1981) foi um velejador estadunidense, campeão olímpico. Ele competiu nos Jogos Olímpicos de Verão de 1932 na classe 8 Metre e conquistou a medalha de ouro na disputa a bordo do Angelita com Owen Churchill, John Biby, Alphonse Burnand, Kenneth Carey, William Cooper, Pierpont Davis, Carl Dorsey, John Huettner, Richard Moore, Alan Morgan e Robert Sutton.